# Будівлі Сенату і Синоду (Санкт-Петербург)
Будівлі Сенату і Синоду (рос. Здания Сената и Синода) — пам'ятник архітектури — будівлі у стилі пізнього класицизму, розташовані на Сенатській площі у Санкт-Петербурзі. Зведені в 1829-1834 роках. З'єднані тріумфальною аркою, перекинутою над Галерною вулицею. Первісно були збудовані для двох державних органів управління Російської імперії: Сенату і Святійшого Урядового Синоду. Останній великий проєкт архітектора Карла Россі.
З 1925 до 2006 року в приміщеннях перебував Російський державний історичний архів. В одному крилі будівлі з травня 2008 року розміщуються основні підрозділи Конституційного суду Російської Федерації. В іншому крилі будівлі з травня 2009 розміщується Президентська бібліотека імені Б. М. Єльцина.

## Передісторія
Сенат і Синод первісно розташовувалися в будівлі Дванадцяти колегій.
Першою спорудою на місці нинішніх будівель Сенату і Синоду стояв фахверковий будинок світлійшого князя Меншикова. Після його немилості будинок на набережній Неви перейшов у власність віце-канцлера А. І. Остермана, а 1744 року був подарований Єлизаветою Петрівною канцлеру О. П. Бестужеву-Рюміну, для якого звели споруду в стилі бароко.
1763 року, після сходження на престол Катерини II, будинок Бестужева-Рюміна перейшов до казни, і в цей будинок, перебудований архітектором О. Ф. Вістом, переїхав Сенат. У 1780-1790-х роках бароковий будинок Бестужева-Рюміна було знову перебудовано, і його фасади отримали нове архітектурне оброблення, типове для російського класицизму.
Ім'я автора проєкту перебудови будівлі залишається невідомим. Судячи зі збереженого у зібранні музею Російської академії мистецтв креслення західного фасаду будівлі, проєкт був розроблений архітектором І. Є. Старовим.
На місці нинішньої будівлі Синоду (яка розташовується далі від Неви відносно будівлі Сенату, за Галерною вулицею) в XVIII столітті розташовувався будинок крамарки Кусовнікової.

## Історія споруди

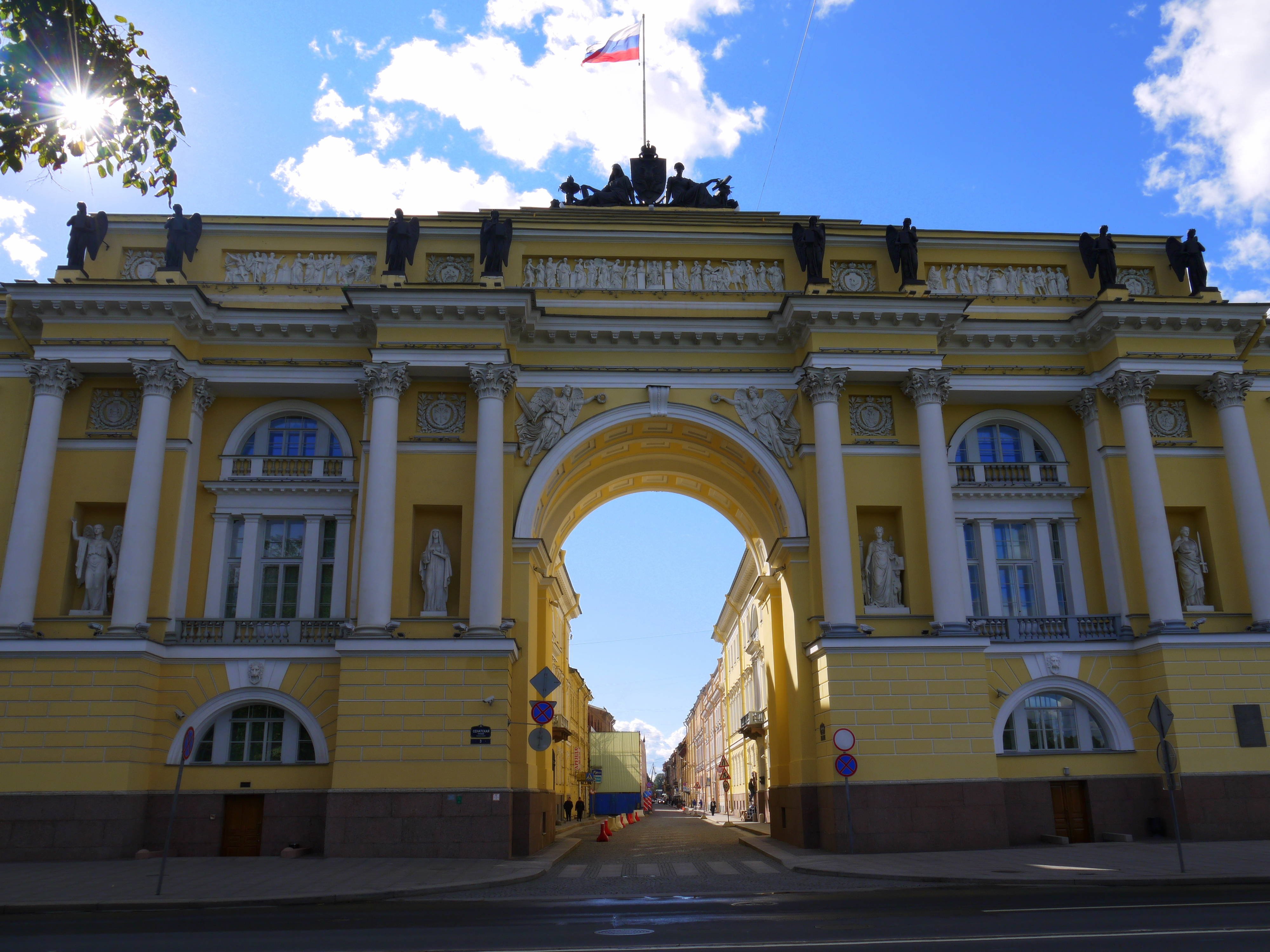
Арка, що з'єднує Сенат і Синод. За нею — Галерна вулиця

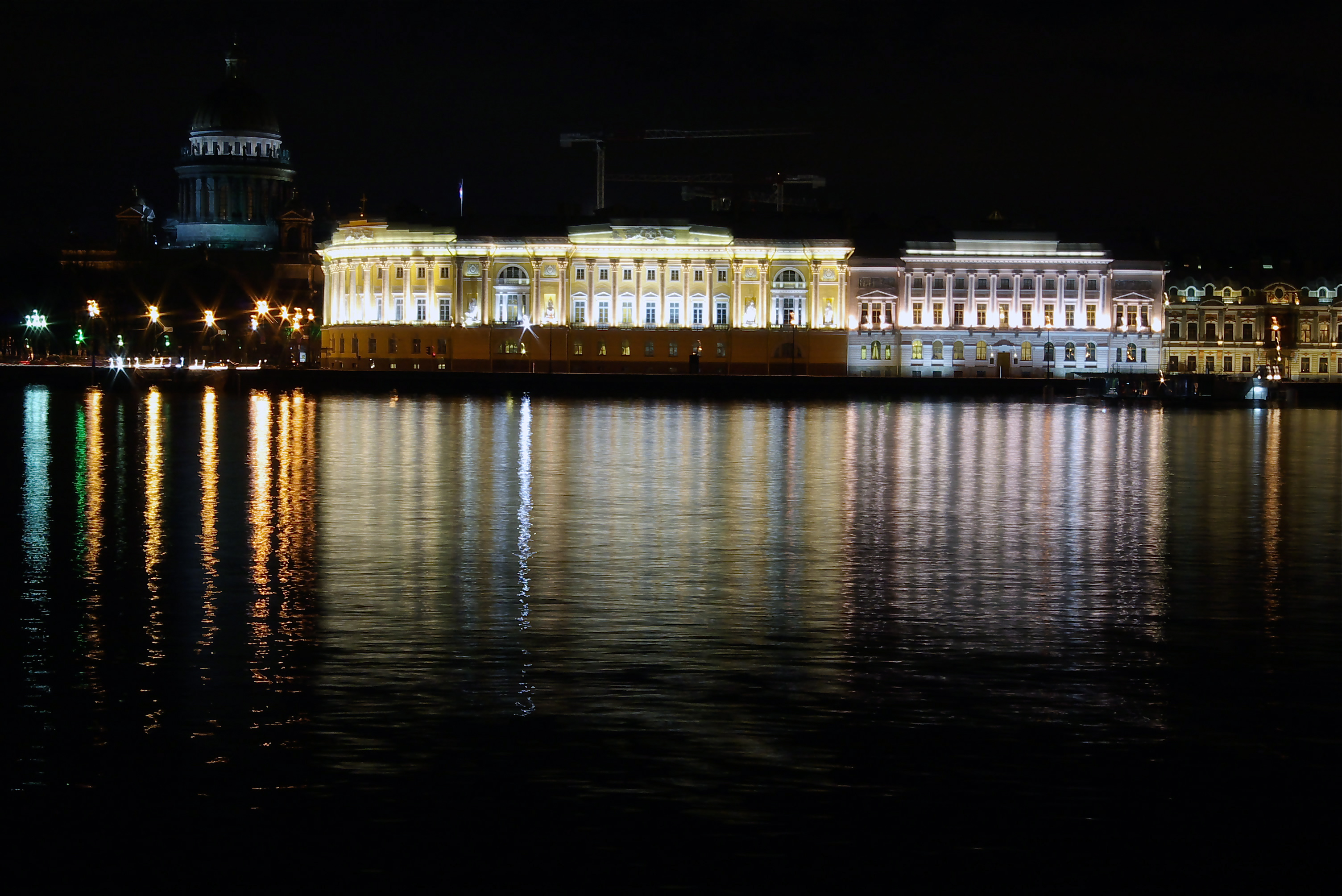
Нічне підсвічування. Вид з Васильєвського острова.

Зі зведенням Адміралтейства в 1806-1823 роках колишні будівлі вже не відповідали новому вигляду Сенатської площі. Виникла необхідність у реконструкції та був оголошений конкурс на розроблення проєкту нових будівель Сенату і Синоду.
24 серпня 1829 було закладено будівлю Сенату; в 1830 — будівлі Синоду. Завершено будівництвом 1834 року. Будівництво велося під керівництвом архітектора Олександра Штауберта за проєктом Карла Россі.

## Новітня історія і сучасне використання
У грудні 2005 року Законодавчі збори Санкт-Петербурга висунули пропозицію використовувати будівлі Сенату і Синоду для розміщення «інститутів вищої судової влади або створення музею»; спочатку ідея була висловлена головою Ради Федерації (РФ) Сергієм Мироновим на нараді щодо державної підтримки метробудування на початку жовтня того ж року. 22 березня 2006 року Державна дума Російської Федерації прийняла в першому читанні законопроєкт про переведення Конституційного суду з Москви в Санкт-Петербург, підтримавши законодавчу ініціативу Законодавчої ради. 27 травня 2008 року в будівлі Сенату і Синоду пройшло перше засідання Конституційного суду.
У травні 2008 року було оприлюднено проєкт реконструкції колишнього будинку Синоду для розміщення в ньому президентської бібліотеки імені Бориса Єльцина; в межах проєкту у бібліотеці передбачалося можливе розміщення патріарших покоїв і апартаментів голови держави з окремими входами у відтворюваний зал «спільної присутності» — для зустрічей світської і духовної влади. 27 травня 2009 року бібліотека була відкрита; в будівлі розміщені кабінет патріарха і представницька зона (кабінет і приймальня) президента Росії. Того ж дня Патріарх Кирило звершив мале освячення відновленого домового храму Святих отців семи Вселенських Соборів і головував на сесії Священного Синоду Російської Православної Церкви — вперше в будівлі Синоду (Святійший Синод у синодальну епоху був державним органом).

Деталі ліпної оздоби
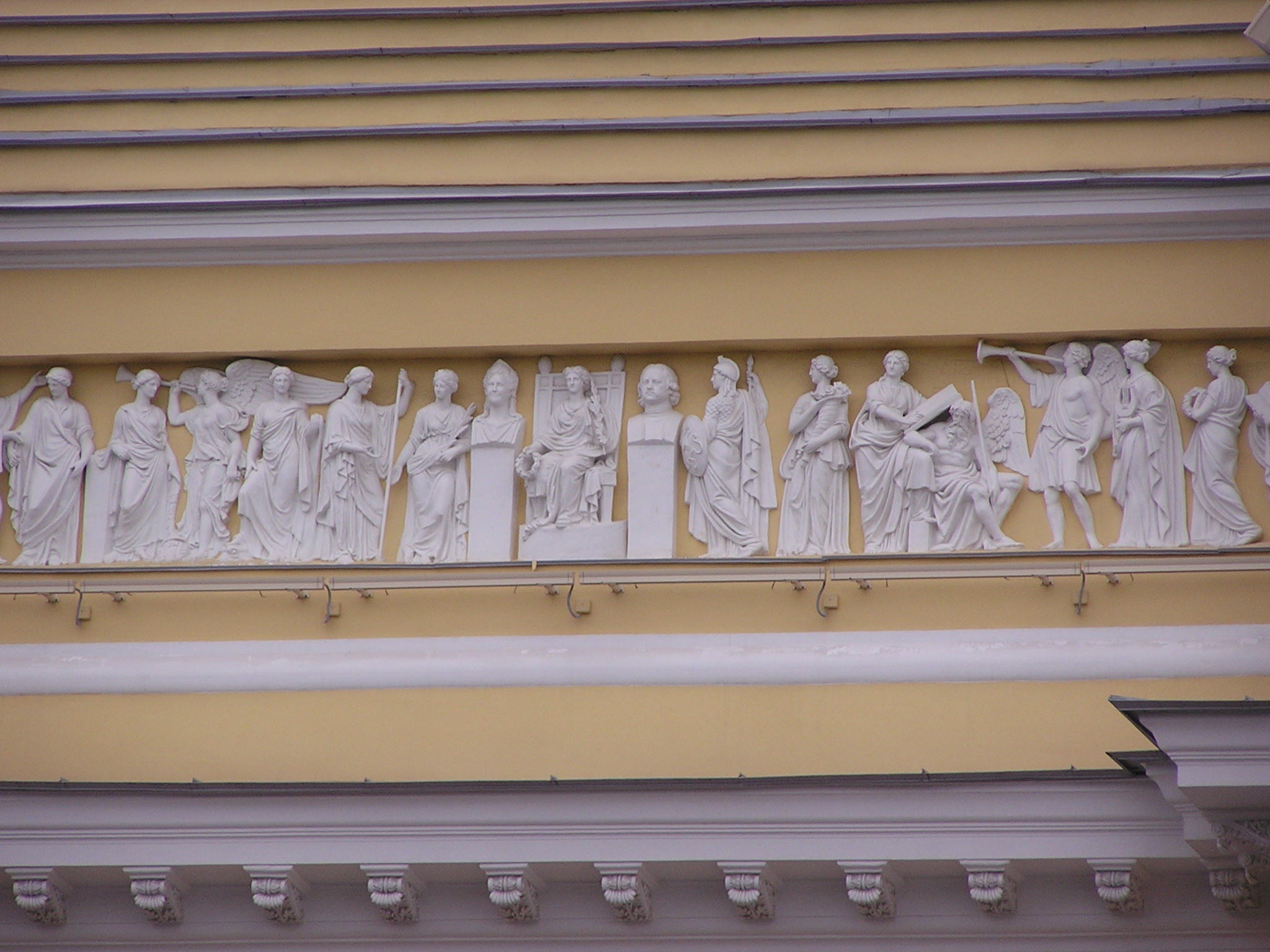
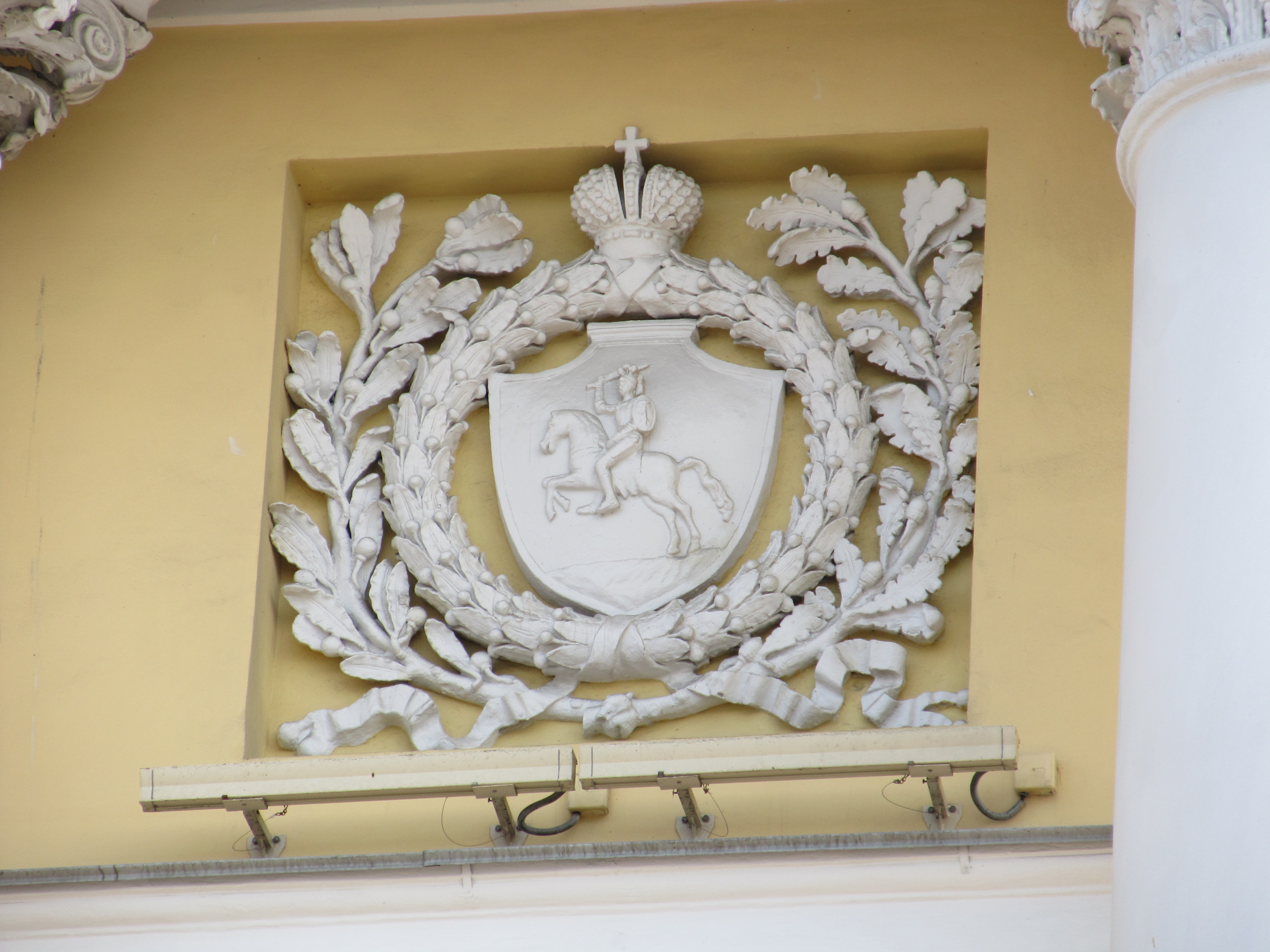
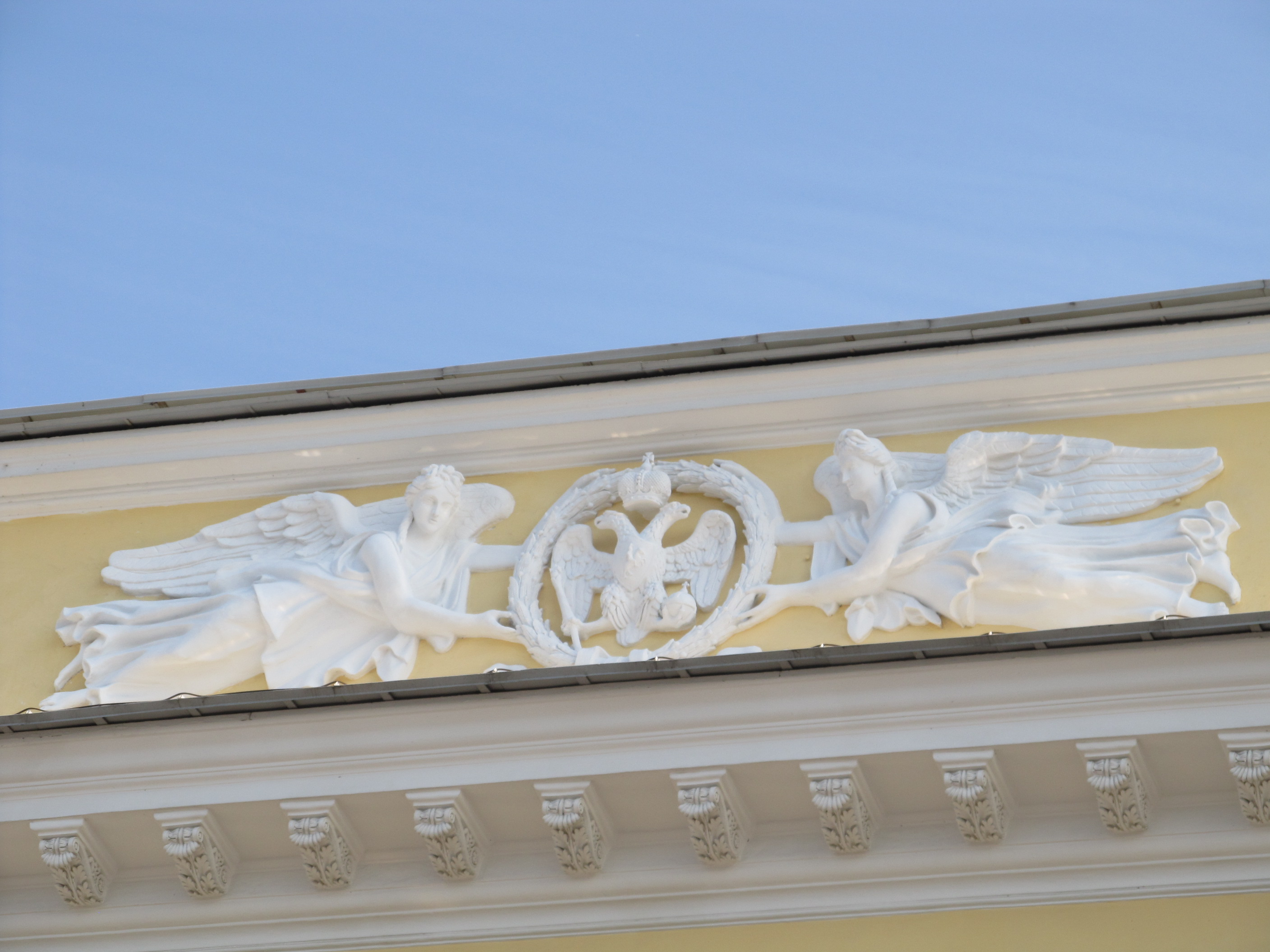
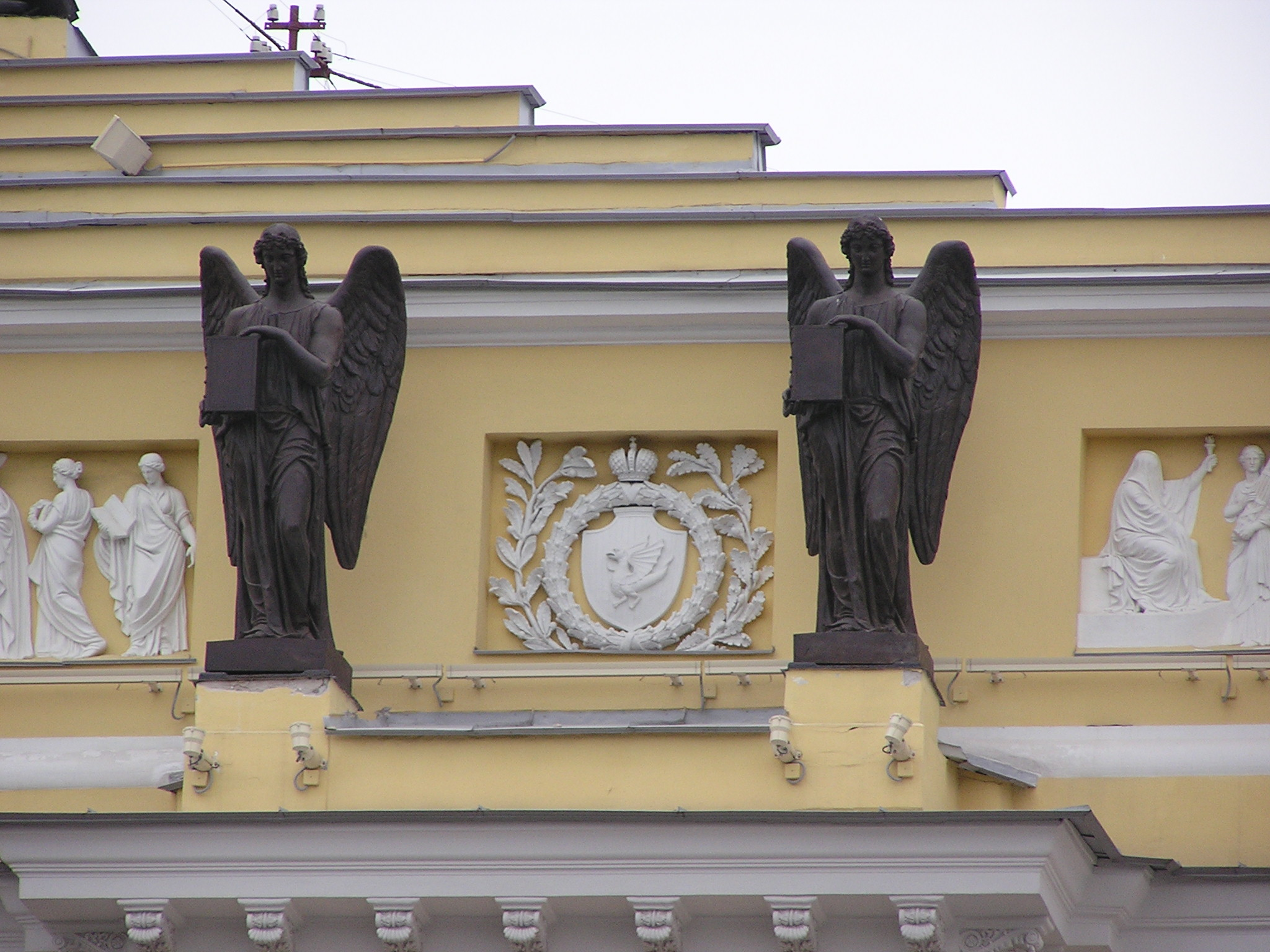